# Utrpení knížete Sternenhocha
Utrpení knížete Sternenhocha je expresionistický román českého spisovatele Ladislava Klímy, který byl vydán v roce 1928, měsíc po autorově smrti. Sám Klíma jej označil za „groteskní romaneto“.
Kniha je rozdělena na tři části - úvodní část je vyprávěna Sternenhochem, druhá část je rozdělena na jednotlivé dny a psána formou Sternenhochových deníkových zápisů, třetí částí je závěrečný epilog psaný autorem. Klíma se v úvodu snaží čtenáře přesvědčit, že se příběh skutečně odehrál - redakce měla získat Sternenhochův deník a závěr měla dopsat. Sám Sternenhoch v deníkových zápisech předvídá svou budoucnost a píše retrospektivně (mluví o halucinacích a až poté se vrací k zavraždění Helgy).
„Vedle tematické grotesknosti obsahuje novela také grotesknost verbální. Císař Vilém (v novele nazývaný Sternenhochem Willy) ho (Sternenhocha) oslovuje Sternenhošíčku. Sternenhochovo jméno se skládá ze dvou německých kompozit, císař druhé z nich obměňuje jako české, činí tedy z hrdinova jména groteskní hybrid.“ Autor v díle používá spisovný jazyk, ale uchyluje se i k hovorovým výrazům a používá i slova vyloženě zhrubělá a sprostá. 

## Děj
Děj díla se odehrává v Německém císařství přibližně v období vlády kancléře Bismarcka a je v něm patrný vliv filosofie George Berkeleyho, Arthura Schopenhauera a zejména Friedricha Nietzscheho. 
Hlavním hrdinou je zdegenerovaný a bohatý šlechtic Sternenhoch (označuje se za krásného, ale ve skutečnosti je malý, bezzubý, bezvlasý, šilhavý a bezmezně ošklivý, má však styky i s německým císařem), kterého na jakémsi plese zaujme mrtvolně bledá a rovněž ošklivá dívka Helga, kterou si přes obrovský odpor k ní (a varování budoucího tchána) bere za ženu. Helga během těhotenství zkrásní, také její povaha se výrazně mění. Stává se z ní nesnášenlivá zrůda, která svého manžela nenávidí.   
Po narození syna je kníže velice šťastný, ale Helga syna zavraždí (vinu svede na chůvu), protože k němu cítí stejný odpor jako ke Sternenhochovi. Ten si začíná uvědomovat, že si nevzal Helgu, nýbrž Démonu. Helga dále zabíjí svého otce, který ji v mládí často bil, a jí to v dospělosti téměř ani nepřišlo zvláštní (nechtěl, aby byla tichá a nečinná). Přes její zvláštní chování po ní však kníže nepřestává toužit a poté, co zjistí, že má milence, probouzí se v něm obrovská vlna žárlivosti. Začne svou ženu s jejím milencem pozorovat, zjišťuje, že provozují masochistické hrátky a že milenec se k jeho ženě chová povýšeně – nadává jí a bije ji. Přesto s ním Helga plánuje útěk a o svém manželovi mluví jako o Hnusu. Sternenhoch se rozhodne zabránit jejímu odjezdu se záhadným mužem za každou cenu.   
V den útěku tak Helgu udeří do hlavy a vhodí ji do hladomorny, zabije i jejího milence a své milované psy. V hladomorně Helgu surově zbije, poníží a nechá zemřít hlady a žízní. Od té doby ho celý rok pronásleduje její vidina a nejistota, zda se jedná o halucinace či o jeho ženu. Sternenhoch přemýšlí, zda se Helga nemohla z vězení zachránit a zda se mu nemstí - snaží se mučivé myšlenky odehnat tím, že na každou ženu, kterou vidí, křičí: "Strašidlo, do prdele mi vskoč." Pronásledují ho výčitky svědomí. Od Helgy-přeludu se dovídá, že se dostala do pekla, kde se jí muka mění v rozkoš. Vše na tomto světě je pro ni všeidioctvím, cítí ke všemu jen nenávist a hnus. Stává se z ní Bohyně věčnosti a chce peklo zničit svou vůlí. To se jí však nedaří, protože nikdy nepoznala hlavní tajemství, kterým je láska. Helga-přelud hledá toho, kdo ji vhodil do hladomorny. Kníže se bojí přiznat a dlouho svůj čin zapírá.  
Své trápení se kníže Sternenhoch rozhodne ukončit až v den odjezdu do léčebny pro duševně choré. Vstupuje do hladomorny, kde se setkává s mrtvolou Helgy. Ta mu prý chce odpustit a začít jej milovat. Ráno najdou knížete Sternenhocha šíleného, kterak souloží se zahnívající kostrou své ženy. Sternenhoch umírá pouhé dva dny poté na otravu krve, protože se o kosti mrtvé Helgy poranil.  

## Recepce díla
Klíma dlouhou dobu nemohl Utrpení knížete Sternenhocha publikovat, protože dílo bylo z počátku nakladateli odmítáno. Známé je prohlášení nakladatele, pravděpodobně Otakara Štorcha-Mariena, v němž vyzývá Klímu, aby si vyzvedl své rukopisy, které se nakladateli nelíbily, a vyjadřuje odmítavé stanovisko ke Klímově prozaické tvorbě.  Negativně se k vydání Utrpení knížete Sternenhocha vyjádřil i Otokar Březina, navzdory tomu, že byl během Klímova života jeho přítelem. „Je to chorobná kniha; jenom nehotový náčrt k dílu, které mělo teprve být napsáno, a neměl být vydáván, leda pro kroužek přátel autorových. Klímovi to velice uškodí, protože z knihy té budou“ (jeho nepřátelé) „odvozovat důsledky i pro jeho filosofii a budou v ní také vidět pouze následek choroby a alkoholismu.“
Pochvalnou kritiku vynesl nad dílem Jan Münzer v periodiku Naše doba. Vyzdvihuje Klímovu schopnost vytvořením snové roviny příběhu vytěžit z banální zápletky kvalitní a pozoruhodné dílo a chválí i Klímovu volbu jazyka, který užívá silných slov, aniž by ale taková slova působila v důsledku vulgárně.„V celku ukazuje tato kniha, v jakých ohromných rozlohách žil tento (Klímův) duch, jemuž mimořádná konkrétní fantasie zhustila v takřka detektivní příběh myšlenky tak subtilní, že by jimi každý jiný autor unudil čtenáře k smrti.“
V současnosti je tento text asi nejpopulárnějším a nejčastěji interpretovaným dílem Ladislava Klímy, ale v době jeho vydání tiše zapadl.

## Další adaptace díla

### Divadelní inscenace
Klímův román sloužil jako námět pro divadlo mnohokrát. Jako divadelní hru uvedl Utrpení knížete Strernenhocha v Divadle Komedie režisér David Jařab. Hudbu k inscenaci složil Ivan Acher. Hlavní role ztvárnili Martin Finger, Ivana Uhlířová a Vanda Hybnerová. Hra měla premiéru 20. dubna 2007 a naposled byla uvedena v červnu 2012. 

### Opera
Národní divadlo uvedlo v režii Michala Dočekala operu Sternenhoch. Autorem hudby i operního libreta je skladatel Ivan Acher, do esperanta libreto přeložil Miroslav Malovec, hudbu nastudoval Petr Kofroň. Světová premiéra se odehrála 7. dubna 2018 na Nové scéně ND Praha.

### Film
V roce 1990 natočil na námět této knihy režisér Jan Němec film V žáru královské lásky s Ivanou Chýlkovou a Vilémem Čokem v hlavních rolích.

### Další zpracování
Jako audioknihu dílo nastudoval Václav Knop. Román byl také několikrát převeden do rozhlasové dramatizace.